# گلوگاه (زرین‌دشت)
گلوگاه (زرین‌دشت)، روستایی از توابع بخش مرکزی شهرستان زرین‌دشت در استان فارس ایران است.
زبان مردم این روستا ترکی می باشد 
برگرفته از ایل سلیمانی و ایل بهارلو می باشند.
که در غرب شهر حاجی اباد قرار دارد.
میان دو کوه بزرگ به اسم سیاه کوه 
و سفید کوه قرار دارد

## جمعیت
این روستا در دهستان زیرآب قرار دارد و براساس سرشماری مرکز آمار ایران در سال ۱۳۸۵، جمعیت آن ۹۹۶ نفر (۲۰۶خانوار) بوده‌است.